# تیفون کاتلین
تیفون کاتلین (انگلیسی: Typhoon Kathleen) یک تیفون بود که در سپتامبر ۱۹۴۷ به ژاپن نزدیک شد. کاتلین در آن زمان باران شدیدی را به ارمغان آورد که باعث ویرانی بزرگ در منطقه کانتو شد.